# Blue1

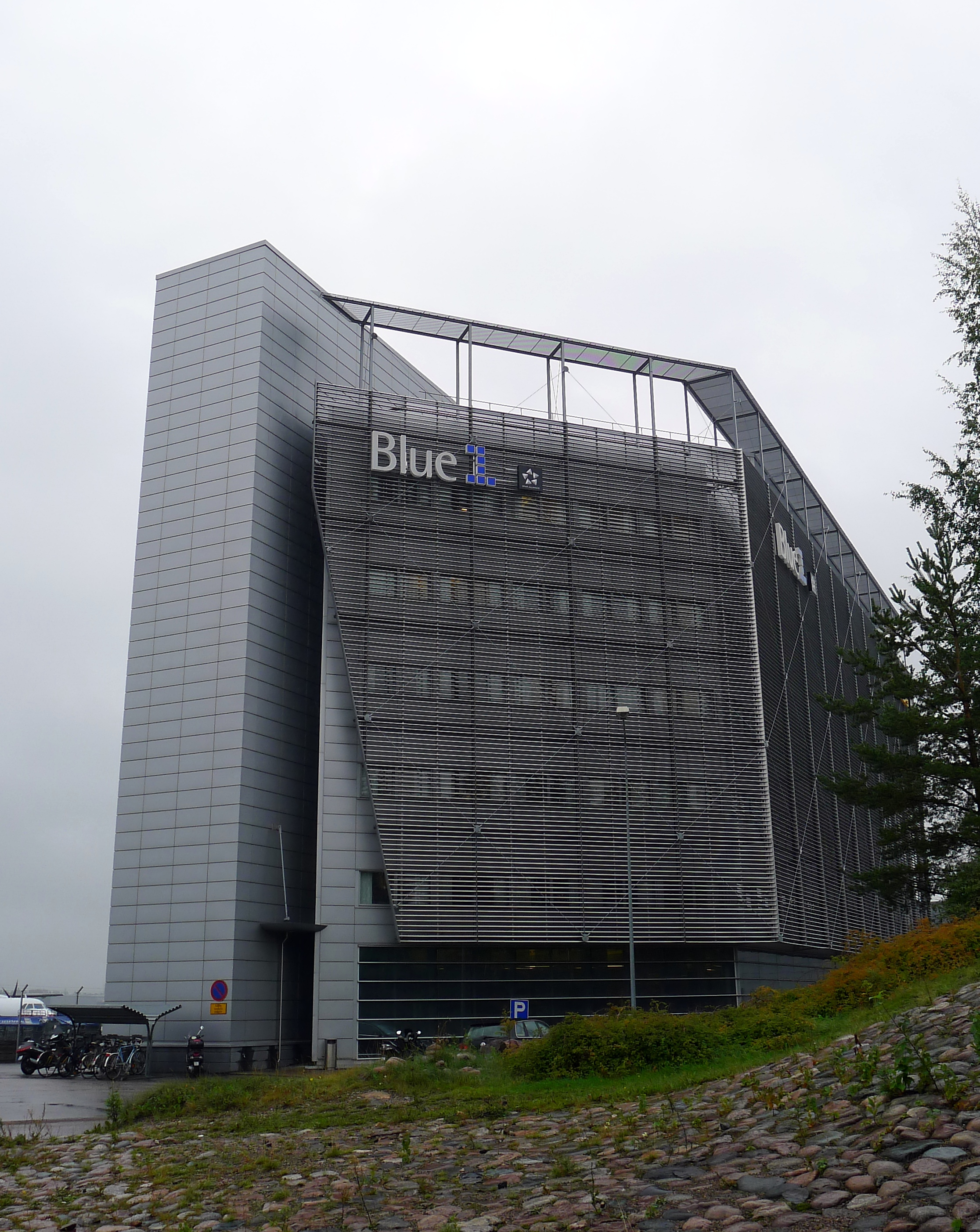
Blue1:s huvudkontor - Fraktvägen 3, Vanda (utanför Helsingfors)

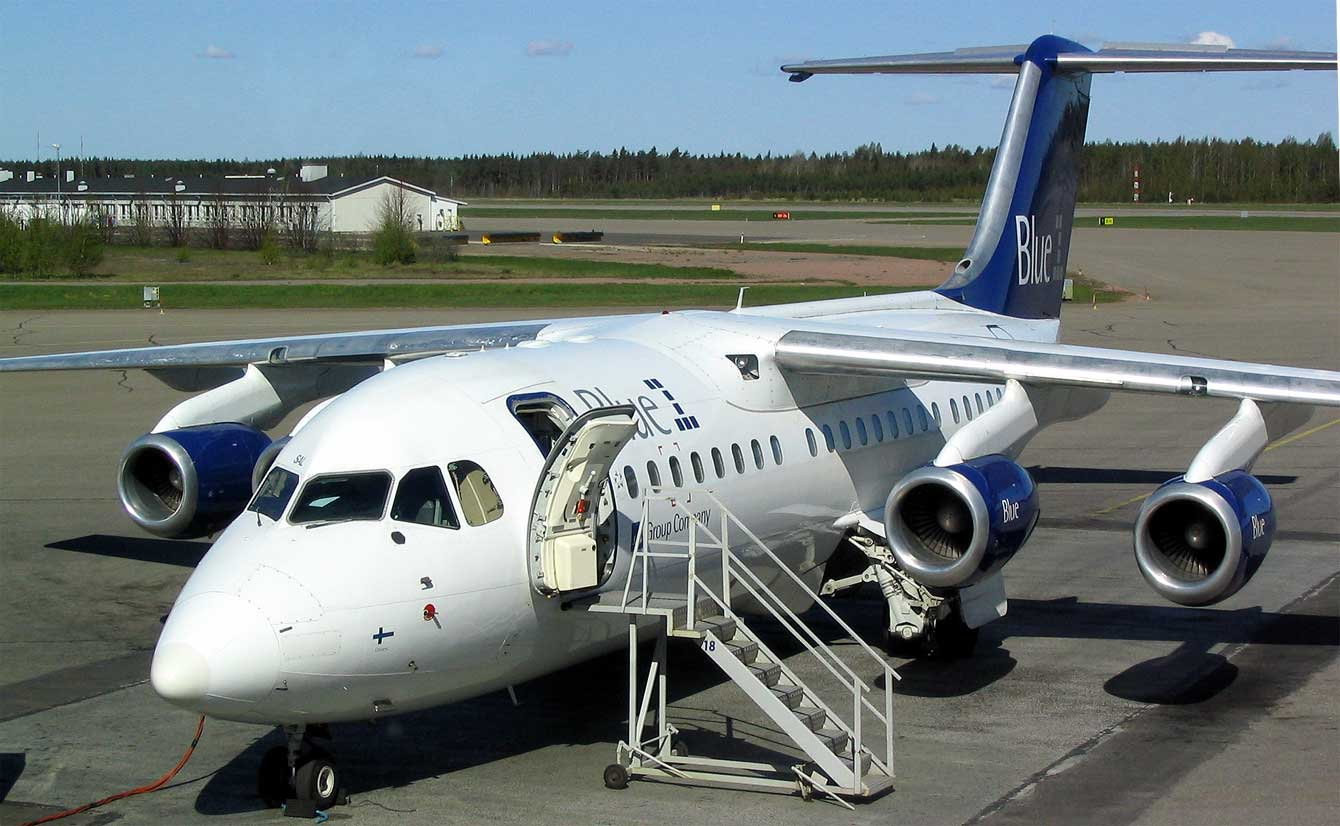
En Avro RJ från Blue1 på Åbo flygplats.

Blue1 var ett finländskt flygbolag ägt av CityJet. Det var tidigare ett dotterbolag till SAS-koncernen och flög till omkring 28 destinationer i Europa, främst från Helsingfors. Det transporterade över 1,7 miljoner resenärer år 2011. Flygbolaget var medlem i Star Alliance och hade sitt huvudkontor i Vanda.

## Historik
Blue1 grundades 1988 under namnet Air Botnia som ett dotterbolag till SAS. Sedan 1998 ägdes bolaget till 100 % av SAS-koncernen (SAS-Group). I mars 1999 ändrades affärsidén för bolaget från ett inrikes flygbolag till ett regionalt flygbolag. Blue1 började att flyga mellan Finland och SAS hubbar. Senare började man att trafikera linjer mellan Helsingfors och större städer i Europa. Första linjen till övriga Europa var till Bryssel, den öppnades 2002.
2000 fick dåvarande Air Botnia medlemskap i IATA med IATA-koden KF.
1 januari 2004 fick bolaget ett nytt namn, Blue1 och gick som första regionala bolag med i Star Alliance. Man belev en fullvärdig medlem 2009/2010. Blue1 lämnade Star Alliance 2012 och blev ett dotterbolag till Scandinavian Airlines.
2009 och 2010 öppnade Blue1 flera nya rutter till Europa, som till München och Amsterdam. Man öppnade även rutter till Lappland som mellan Kittilä och Paris i ventersäsongen och till Biarritz, Dubrovnik och Split på sommaren.
I oktober 2015 offentliggjorde SAS att Blue1 skulle säljas till CityJet, som skulle att fortsätta driva flygbolaget på uppdrag av SAS. Blue1 upphörde att flyga i december 2015 och deras hemsida omdirigerades till SAS webbplats.
Någon gång under 2016 löstes flygbolaget upp fusionerades in i dess nya moderbolag CityJet.

## Destinationer

### Tidigare destinationer
- Amsterdam
- Aten
- Berlin-Tegel
- Birmingham
- Björneborg
- Bologna
- Bryssel
- Budapest
- Dublin
- Düsseldorf
- Edinburgh
- Genève
- Göteborg
- Hamburg
- Helsingfors
- Kalmar
- Köpenhamn
- Karleby-Jakobstad
- Kuopio
- London-Heathrow
- Madrid
- Mariehamn
- München
- Nice
- Oslo-Gardermoen
- Uleåborg
- Paris-Charles de Gaulle
- Stockholm-Arlanda
- Talinn
- Tammerfors
- Vasa
- Villmanstrand
- Warszawa
- Zürich
- Åbo
- Åre

#### Säsong
- Barcelona
- Biarritz
- Dubrovnik
- Kittilä
- Kuusamo
- Marseille
- Pula
- Rom-Fiumicino
- Rovaniemi
- Split

## Flotta
Aktuell:
- 9 st Boeing 717, 115 passagerare
  - OH-BLG - Sinen Virta / Blue Flow
  - OH-BLH - Suven Lähde / Summer Spring
  - OH-BLI - Taivaan Puro / Sky Trickle
  - OH-BLJ - Sateen Helmi / Pearl Mist
  - OH-BLM - Kevätsade / Spring Rain
  - OH-BLN -  Aamukaste / Morning Dew (Star Alliance-livery)
  - OH-BLO -  Metsälampi / Forest Pond
  - OH-BLP - Tähtituike / Star Twinkle (Star Alliance-livery)
  - OH-BLQ - Aaltojen Leikki / Play Of Waves

Före detta:
- 9 st Avro RJ-85, 84 eller 95 passagerare :  
  - OH-SAH - Suur-Saimaa
  - OH-SAI - Pihlajavesi
  - OH-SAJ - Pyhäselkä
  - OH-SAK - Näsijärvi
  - OH-SAL - Orivesi
  - OH-SAO - Oulujärvi
  - OH-SAP - Pielinen
  - OH-SAQ - Inarijärvi (95 pass)
  - OH-SAR - Saimaa (95 pass)
- 2 st Avro RJ-100, 99 passagerare :  
  - OH-SAM - Pyhäjärvi
  - OH-SAN - Päijänne

- 5 st Saab 2000, 47 passagerare:  
  - OH-SAS - Inarijärvi
  - OH-SAT - Vanajavesi
  - OH-SAU - Kilpisjärvi
  - OH-SAW - Keitele
  - OH-SAX - Hiidenvesi

- 5 st Saab 340, 34 passagerare, sålda till Golden Air.
- 5 st McDonnell Douglas MD-90, 166 passagerare 
  - OH-BLC - Lappajärvi
  - OH-BLD - Kallavesi
  - OH-BLE - Jämijärvi
  - OH-BLF - Ruovesi
  - OH-BLU - Längelmävesi